# Olympic Club Dynamique
Maillots
Actualités
L'OC Dynamique (ex-AC Dynamique) est un club de football congolais basé dans la ville de Kindu.

## Histoire
Le club évolue en 2003 puis en 2008 en Ligue 1 congolaise, le plus haut niveau du football professionnel en RD Congo. 

## Personnalités du club

### Entraîneurs
2024- :  Rovin Bolamba

## Palmarès
- LIFMA (2) :
  - Vainqueur : 2002 et 2003.